# Life (Zivert)
Life è un singolo della cantante russa Zivert, pubblicato il 30 novembre 2018 come primo estratto dal primo album in studio Vinyl #1.
È stato riconosciuto come canzone dell'anno e miglior interprete pop femminile nell'ambito dei premi Viktorija.

## Video musicale
Il video, girato a Hong Kong, è stato reso disponibile il 12 marzo 2019.

## Tracce
Testi e musiche di Julija Zivert, Bogdan Leonovič e Tamanjan Arutjun Artakovič.
Download digitale, streaming
1. Life – 3:08

Download digitale, streaming – Lavrushkin & Mephisto Remix
1. Life (Lavrushkin & Mephisto Remix) – 3:15

Download digitale, streaming – Black Station Remix
1. Life (Black Station Remix) – 3:06

Download digitale, streaming – Remix Collection
1. Life (Lavrushkin & Mephisto Remix) – 3:15
2. Life (Black Station Remix) – 3:06
3. Life (Marat Leon Remix) – 3:14
4. Life (Kapral Radio Remix) – 3:21
5. Life (7sky Project & Andrej Butuzov Remix) – 4:56
6. Life (Vadim Adamov & Hardphol Remix) – 3:33
7. Life (Ohne Ere Remix) – 5:08
8. Life (Shnaps & Jay Filler Remix) – 2:42
9. Life (Nerus Deep Remix) – 4:51

## Classifiche

### Classifiche settimanali
| Classifica (2019-24) | Posizione massima |
| -------------------- | ----------------- |
| Bielorussia          | 101               |
| Bulgaria             | 2                 |
| Kazakistan           | 53                |
| Lettonia             | 45                |
| Moldavia             | 126               |
| Russia               | 17                |
| Ucraina              | 23                |

### Classifiche di fine anno
| Classifica (2019) | Posizione |
| ----------------- | --------- |
| Bulgaria          | 10        |
| Lettonia          | 45        |
| Russia            | 59        |
| Ucraina           | 139       |
| Classifica (2020) | Posizione |
| Russia            | 198       |
| Classifica (2023) | Posizione |
| Kazakistan        | 123       |
| Classifica (2024) | Posizione |
| Kazakistan        | 136       |

### Classifiche di fine decennio
| Classifica (2020-29) | Posizione |
| -------------------- | --------- |
| Kazakistan           | 63        |

## Date di pubblicazione
| Paese  | Data             | Formato                      | Versione                    | Etichetta          | Nota   |
| ------ | ---------------- | ---------------------------- | --------------------------- | ------------------ | ------ |
| Mondo  | 30 novembre 2018 | Download digitale, streaming | Originale                   | Pervoe Muzykal'noe | [ 16 ] |
| Mondo  | 8 dicembre 2018  | Download digitale, streaming | Lavrushkin & Mephisto Remix | Pervoe Muzykal'noe | [ 17 ] |
| Mondo  | 26 dicembre 2018 | Download digitale, streaming | Black Station Remix         | Pervoe Muzykal'noe | [ 18 ] |
| Mondo  | 29 marzo 2019    | Download digitale, streaming | Remix Collection            | Pervoe Muzykal'noe | [ 19 ] |
| Italia | 13 dicembre 2019 | Contemporary hit radio       | Originale                   | X-Energy           | [ 20 ] |